# Rudi Vata
Rudi Vata (Shkodra, 1969. február 13. –) válogatott albán labdarúgó, hátvéd, edző, játékosügynök. 1999-ben az év albán labdarúgója.

## Sikerei, díjai
- az év albán labdarúgója (1999)

 Dinamo Tirana
- Albán szuperkupa
  - győztes: 1989

 Celtic
- Skót kupa
  - győztes: 1995

 SK Tirana
- Albán bajnokság
  - bajnok: 2002–03
- Albán szuperkupa
  - győztes: 2002